# Museo del Lussemburgo
Il Museo del Lussemburgo (in francese Musée du Luxembourg) è un museo situato a Parigi, al 19 rue de Vaugirard nel 6º arrondissement.

## Storia
Istituito nel 1750, inizialmente era un museo d'arte situato nell'ala est del Palazzo del Lussemburgo (l'ala ovest invece ospitava il ciclo di Maria de' Medici di Peter Paul Rubens) e nel 1818 divenne museo di arte contemporanea. Nel 1884 il museo si trasferì nell'attuale edificio. Il museo è stato posto sotto la supervisione dal Ministero della Cultura e del Senato francese nel 2000 ed è entrato a far parte della Réunion des Musées Nationaux nel 2010.
Nel suo primo periodo di attività tra il 1750-1780 fu una delle prime pinacoteche pubbliche di Parigi, esponendo collezione della famiglia reale che comprendeva dipinti di Tiziano, Da Vinci e quasi un centinaio di altre opere dei altri pittori che in seguito furono trasferite al Louvre. Nel 1803 il Musée du Luxembourg riaprì esponendo i dipinti di una serie di artisti, da Nicolas Poussin a Jacques-Louis David.